# 둥핑자우섬

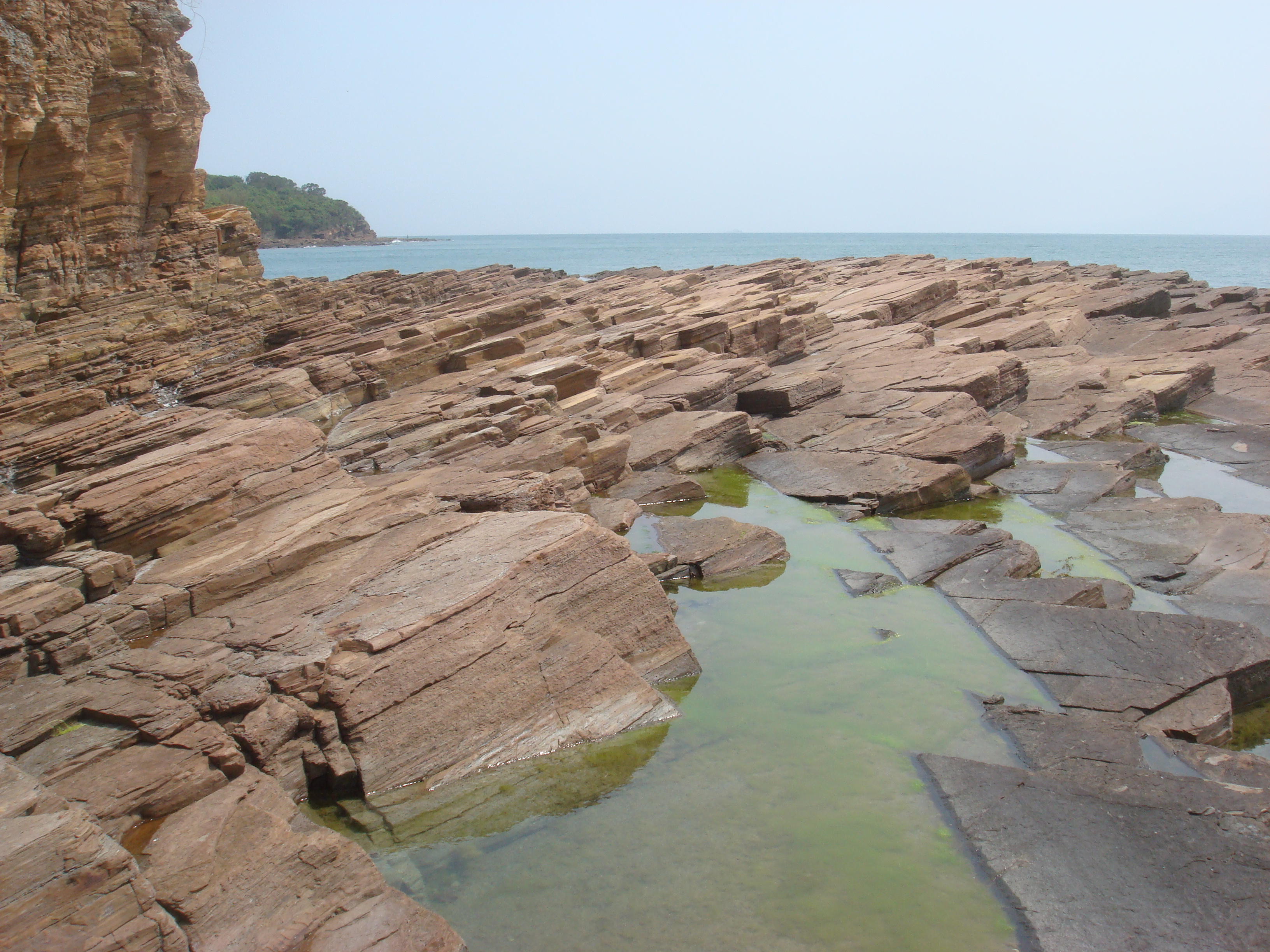
핑자우섬

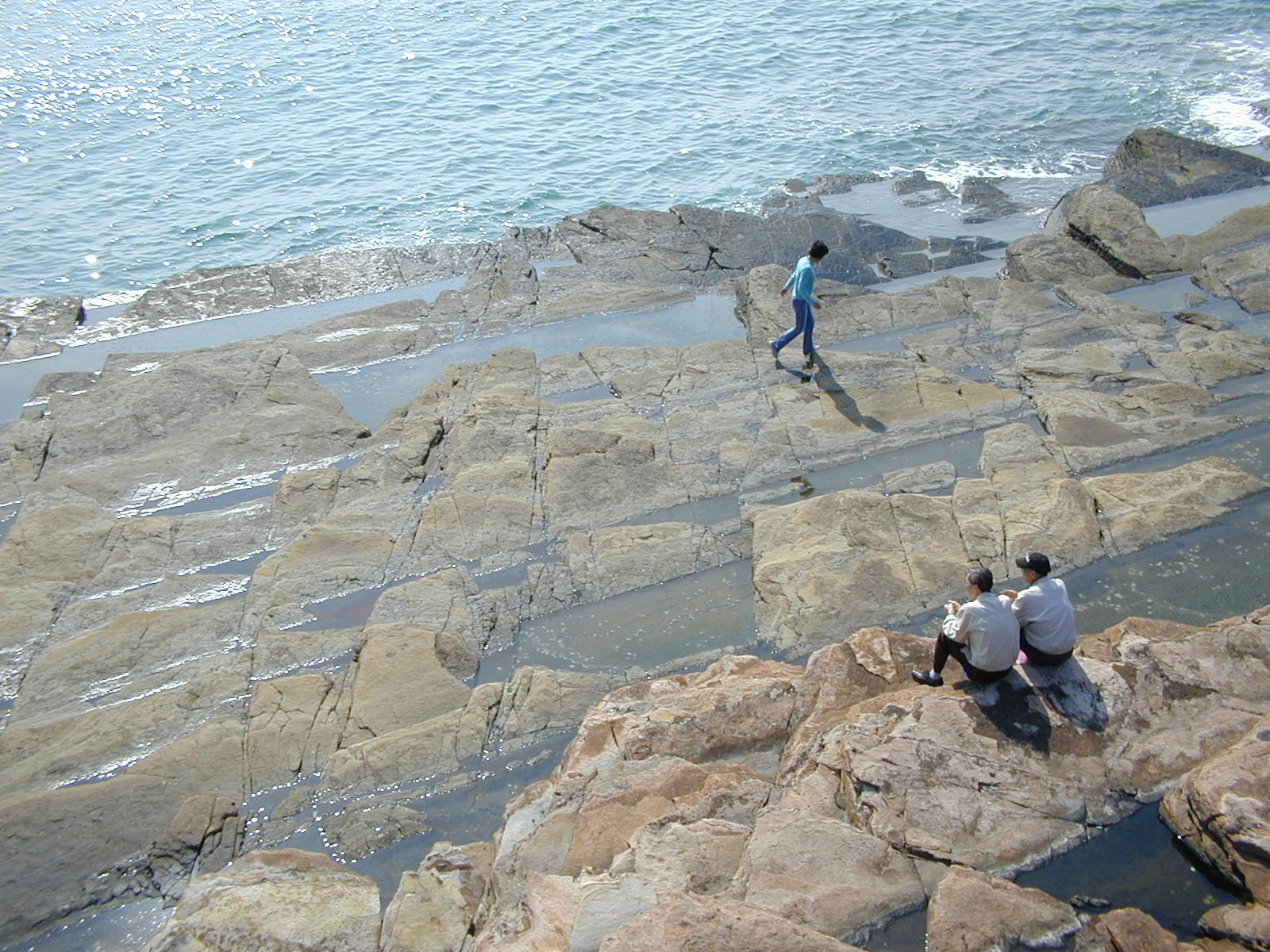
핑자우의 파식대

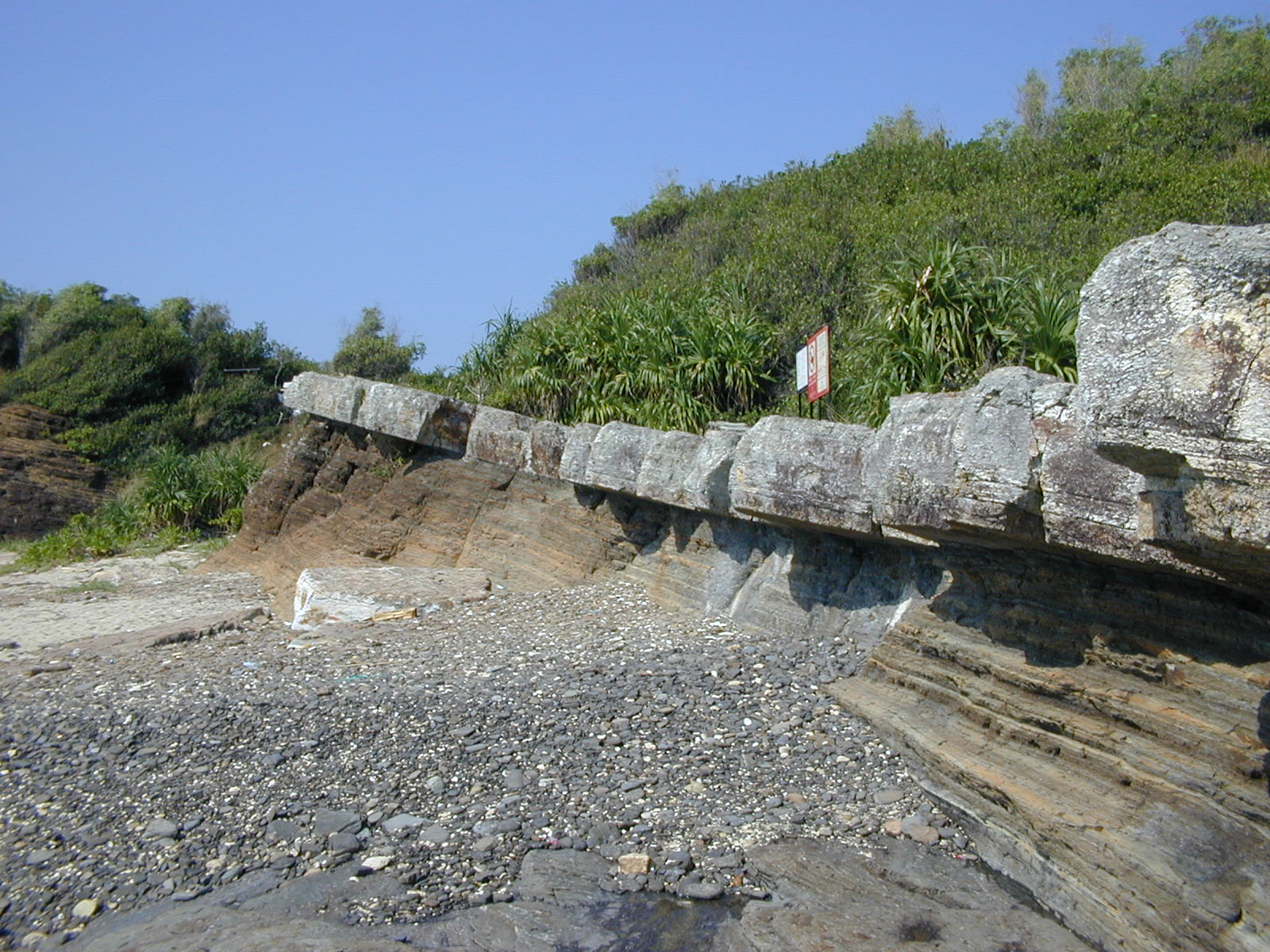
룽록써이 (龍落水)

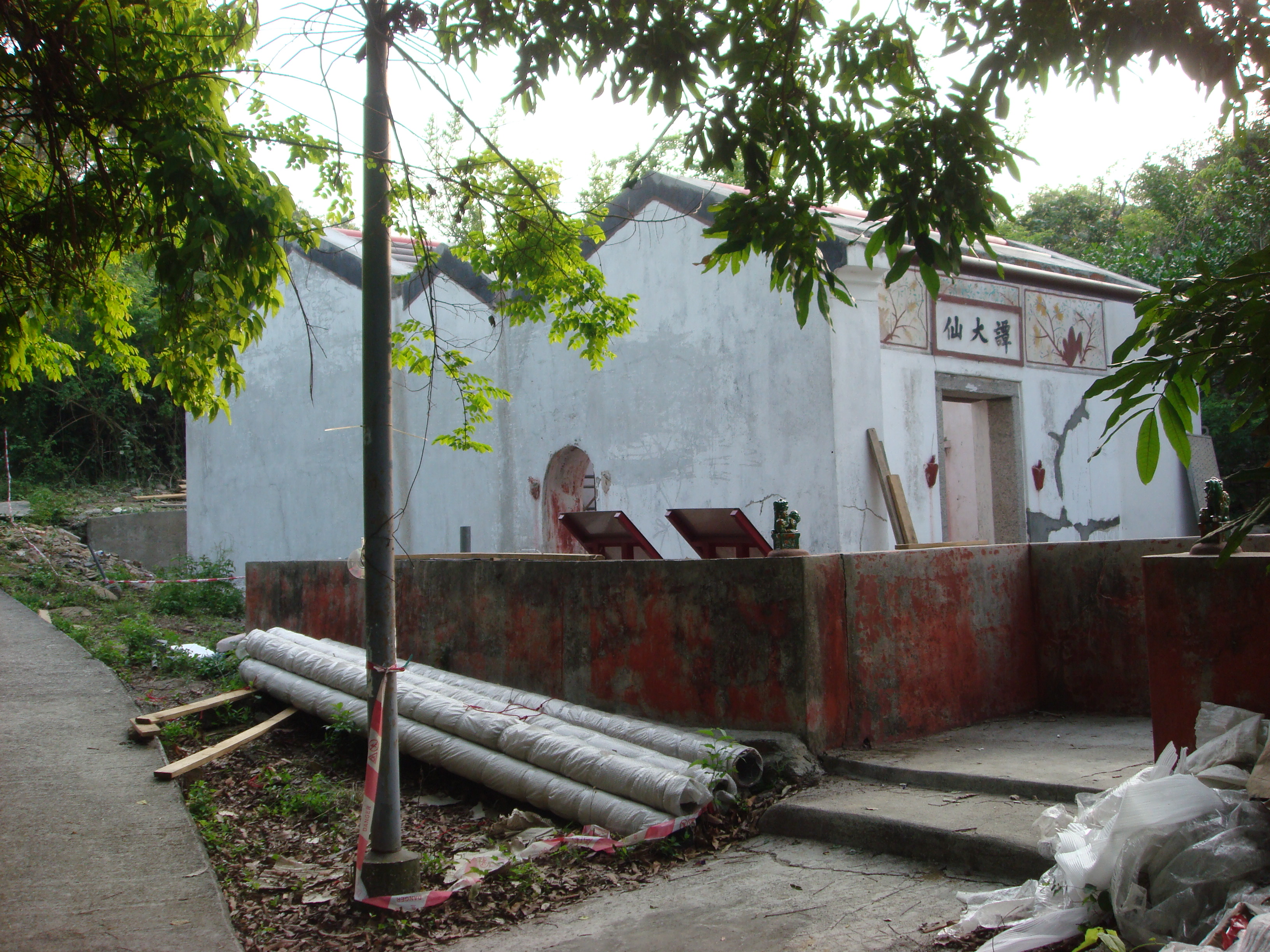
싸타우에 있는 담궁사

둥핑자우섬(광둥어: 東平洲, 퉁핑차우섬)은 홍콩에 위치한 섬이다. 원래 이름은 핑자우섬(광둥어: 平洲)이며, 홍콩 내에는 또다른 핑자우섬이 있는데, 광둥어에서는 이 둘을 같게 발음하므로 혼동을 피하기 위해서 '둥' (東)을 섬 이름에 붙인 것이다. 행정구역상으로는 산가이 다이보 구에 속한다.

## 지리
핑자우섬은 홍콩 북동쪽 끝의 다이팡 만에 위치한 외딴 섬으로, 중국 본토의 광둥성 사이 경계선과 가깝다. 섬의 면적은 1.16 km2이며 셰일석으로 구성되어 있다. 핑자우섬은 홍콩 영토의 극동점에 있어서 홍콩 본토보다 중국 본토에 더 가까우며 (4km), 심천시 대붕신구 난아오 가도와 인접해 있다.
핑자우섬은 강낭콩 모양에 오목한 부분이 북동쪽을 향해 있는 모습이다. 핑자우라는 이름은 중국어로 '평평한 섬'이란 뜻이다. 핑자우섬에서 가장 고도가 높은 지점은 남쪽의 48m, 북쪽의 37m다. 섬 동부에 안쪽으로 들어가 있는 바닷가는 핑자우해 (平洲海)와 만나며 북동부의 청싸완 (長沙灣)을 비롯한 해수욕장이 여럿 존재한다. 반면에 섬의 서부 바닷가는 상당히 바위가 많고 거친데, 앞으로 기운 실트암에 큰 파랑이 몰아치면서 생겨난 것이다.
핑쩌우섬의 가장 큰 마을인 싸다우 (沙頭)는 일종의 유령 마을로, 그곳의 많은 오두막집들이 판자로 막아 놓았다. 섬 내에는 국유 공원지가 넓은 면적을 차지하고 있는데 난초, 야생박하, 나팔꽃이 무성하게 자란 오솔길도 있다.

## 역사
핑자우섬의 역사는 파란이 많았다. 한때는 화약과 아편이 이곳에서 밀수되기도 했고, 문화대혁명기에는 수많은 본토인들이 핑쩌우섬에 도달해 홍콩에서 자유를 누리길 빌면서 수영해 건너오기도 했다.
지금은 사실상 버려진 땅이 되었지만, 핑자우섬은 한때 100척이 넘는 고기잡이 정크선을 비롯해 3,000명의 주민이 사는 어업과 농사가 번창하던 사회의 보금자리였다. 역사상 핑쩌우 섬애 있던 오래된 마을로는 짜우메이 (洲尾), 짜우타우 (洲頭), 나이타우 (奶頭), 싸타우 (沙頭), 다이통 (大塘) 등 다섯 곳과, 그보다 작고 뒤이어 발전했던 일가족 마을인 찬욱 (陳屋), 람욱 (林屋), 레이욱 (李屋), 짜우욱 (鄒屋), 쩌이욱 (蔡屋), 이 다섯 곳이 있었다. 짜우메이 마을은 다이보우 시장과 성던 롱강구에 있는 해안마을 싸위중 (沙魚涌)에서 잡은 것을 내다 팔던 어부들이 자리잡고 살았다.
일본의 홍콩 점령기간 (1941~1945)에 핑자우섬은 중국군에게 휘발유를 비롯한 군수품을 지원해 주던 병참기지로 사용됐다. 연합군의 여러 장군들도 이 섬을 통해 본토로 이동해 왔다.
1950년대 핑자우섬에는 약 1,500명의 사람들이 열 개 마을에서 살고 있었다. 초등학교도 두 개씩 지어졌는데, 다이통의 콴잉 학교 (群英學校)와 차우타우의 와이싼 학교 (維新學校)가 바로 그것이었다. 이 당시 섬의 경제는 수산자원 고갈과 한국 전쟁 (1950~1953)의 결과로 본토와의 무역이 중단되면서 무너져가기 시작했다. 문화대혁명 (1966~1976) 시기에는 정치적 혼란으로 인해 본토와의 무역길이 막혔고, 대부분의 마을 사람들이 섬을 떠났다. 1970년대 초에 이르러서는 노인 몇 명만이 섬에 남아 있었다. 결국 2004년에는 마지막 남은 주민이 둥핑자우섬을 떠나게 되었다. 다만 주말마다 몇 사람씩 들어오던 상태였다.2013년 다이보우 구청은 핑자우섬의 인구를 8명으로 추산했다.

## 지질
핑자우섬은 홍콩에서 퇴적암으로 만들어진 유일한 큰 섬이란 점에서 독특하다. 홍콩은 대다수 지역이 쥐라기 기간에 큰 화산들이 연속으로 분출해 나오면서 형성된 분출 화강암으로 이루어져 있다. 화산 활동의 결과로 북동부에 분지가 형성됐고 이곳에 있던 염호에 퇴적물이 쌓였는데, 여기서 둥핑자우의 실트암과 규질암을 만들어냈다. 이 실트암과 규질암의 연대는 팔레오세까지 거슬러 올라간다. 핑자우섬에는 거대한 해식애와 파식대도 여럿 있다. 이러한 지형은 홍콩 내 다른 지역에서 찾아보기가 힘들다.
짠겡짜우 (斬頸洲)는 섬에서 떨어져 나온 땅으로, 이름은 '용의 머리'라는 뜻이다. 또다른 유명 기암으로는 남서부 해안가에 있는 룽록써이 (龍落水)가 있는데 바닷속으로 들어가는 용의 형상을 띠었다 하여 이런 이름이 붙여졌다. 섬의 남동쪽 끄트머리에는 큼직한 바위 두 개가 있는데, 강라우쎅 (更樓石), 즉 보초탑 바위라고 부르며 북 바위라고도 한다. 이 바위들은 파식대에 직립해 있는 시 스택이다. 난궈써이 (難過水)는 남쪽 해안을 따라 자리한 높다란 수직 절벽으로, 장기간에 걸친 파랑 작용으로 여러 해안동굴이 나 있다. 난궈써이는 썰물 때와 바다가 잠잠할 때 강라우쎅에서 걸어서 가볼 수 있다.

## 관광
핑자우섬에는 1765년에 지어진 틴하우 사원과, 1877년 이전이 지어져 담궁을 모시는 담다이신 사원 (譚大仙廟)이 있다. 두 절 모두 싸타우 마을 내에 위치해 있다. 핑자우 마을의 처음 주민들 대부분은 산터우에서 건너왔고, 그로 인해 주민들은 섬에 정착한 뒤로도 담궁을 모시는 전통을 유지해 왔다. 다른 오래된 건물 몇 곳도 섬 내에서 찾아볼 수 있다.
섬 한쪽에는 가파른 절벽이 있으며, 그 아래는 뾰족한 바위들로 가득한 어마어마한 파식대를 볼 수 있다. 이 절벽은 기울기거 30도이기 때문에 마치 계단을 보는 듯한 느낌이다. 이곳에는 바위 웅덩이들이 많은데 그 안에는 성게나 게처럼 여러 해양생물들이 있다. 섬 부두쪽 해안가에는 60종 이상의 산호류와 35종의 조류가 서식하고 있다.
주말마다 핑자우섬에는 많은 사람들이 찾아온다. 이 중에는 다이빙을 하러 왔거나, 절벽과 파식대를 구경하러 온 사람도 있다. 주말 휴양지로 즐기는 사람들도 조금 있다. 이런 식으로 2005년 한해 동안은 57,000명의 사람들이 방문했다.
핑자우섬에는 소풍장이나 바베큐장으로도 이용할 수 있는 캠핑장이 있으며, 어농자연호리서에서 관리한다. 둥핑자우 공중 부두에서 북쪽으로 조금 떨어진 곳에 있는 다이통에는 일반식당 몇 곳도 찾아볼 수 있다.

## 보존

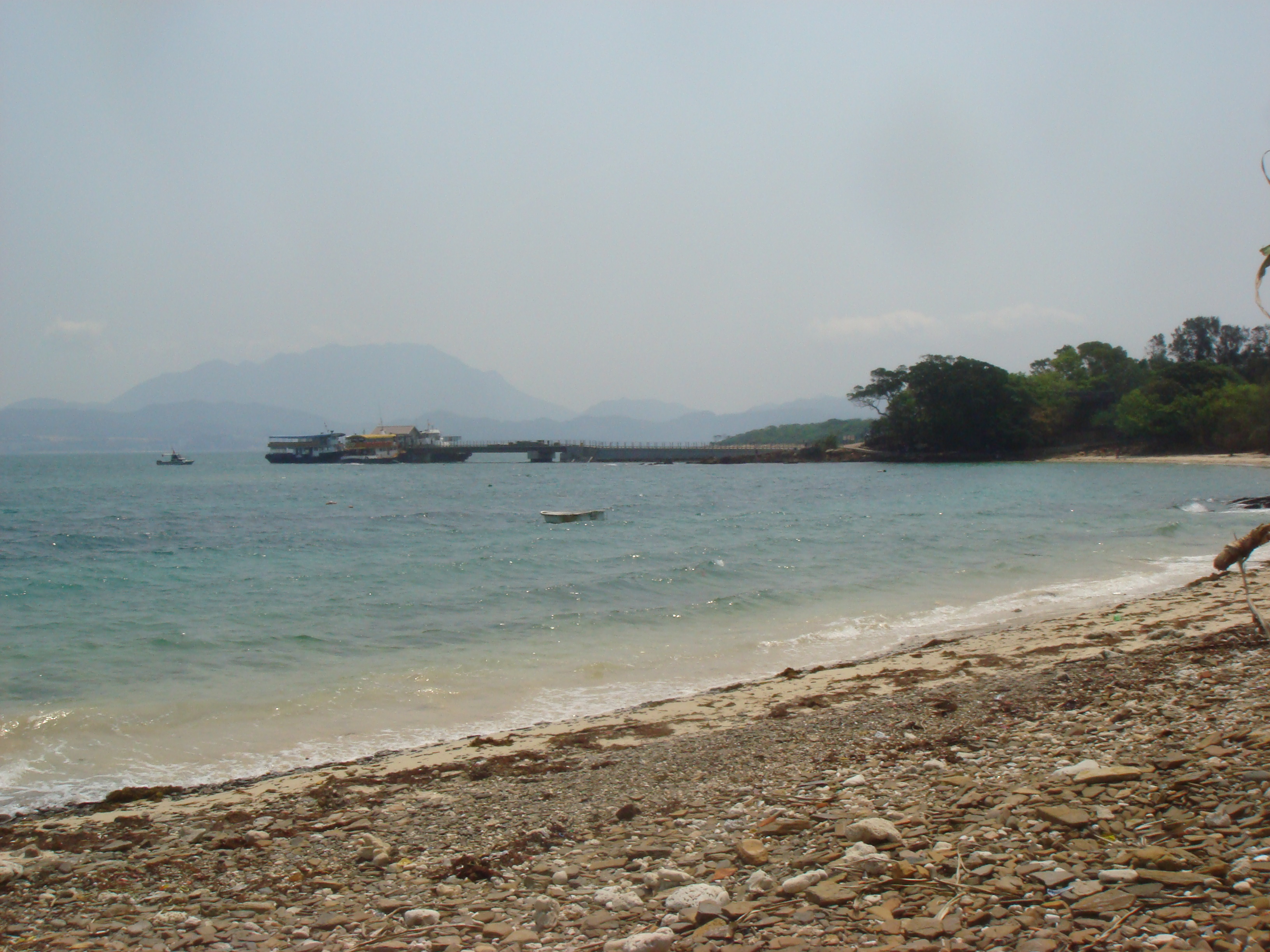
다이통완에서 바라본 둥핑자우 공중 부두

핑자우섬에는 3급 사적으로 등재된 건축물이 두 곳 있다. 바로 틴하우 사원과 담다이신 사원이며 모두 싸타우 마을에 위치한다. 1979년부터 핑자우섬은 특수 과학 가치 지점으로 지정된 상태다.
핑자우섬은 동쪽 해안가를 따라 지어진 오래된 마을 지역을 제외한 섬 전역이 1979년부터 선만교야공원 (船灣郊野公園)으로 지정된 상태이며 2001년부터는 둥핑자우 해양공원이 지정되어 홍콩에서 네번째로 큰 해양공원이 되었다. 이 해양공원의 면적은 핑자우섬과 인접한 해상으로 약 2.7제곱킬로미터에 이른다. 또 홍콩국가지질공원으로 지정된 여덟 구역 중 한 곳이기도 하며 2009년에 지정되었다.

## 교통
핑자우섬은 홍콩중문대학 부근에 있는 마리우써이항에서 페리를 타고 갈 수 있다. 정박 지점은 둥핑자우 공중 부두 (東平洲公眾碼頭)로, 핑자우섬의 유일한 공공 부두이기도 하다. 웡예곡 (王爺角) 섬 중심부에 위치한 이곳은 2007년에 정비 공사를 거쳐 완공되었다. 핑자우의 항운 노선은 쩌이와 선무유한공사에서 운영하고 있으며 토-일요일과 휴일에만 운항한다. 이동 시간은 1시간 40분 가량이다.

## 더 보가
- 홍콩의 섬
- 《구마경찰》- 핑자우섬에서 촬영된 1990년도 홍콩 영화